# Solniki (powiat białostocki)
Solniki – wieś w Polsce położona w województwie podlaskim, w powiecie białostockim, w gminie Zabłudów.
W latach 1975–1998 miejscowość należała administracyjnie do województwa białostockiego.
Prawosławni mieszkańcy wsi należą do parafii Zaśnięcia Najświętszej Marii Panny w Zabłudowie, a wierni kościoła rzymskokatolickiego do parafii św. Apostołów Piotra i Pawła w Zabłudowie.